# 马尔钦·利耶夫斯基
马尔钦·利耶夫斯基（波蘭語：Marcin Lijewski，1977年9月21日—），波兰前男子手球运动员。他曾代表波兰国家队参加2008年夏季奥林匹克运动会男子手球比赛，获得第五名。